# William S. Morris

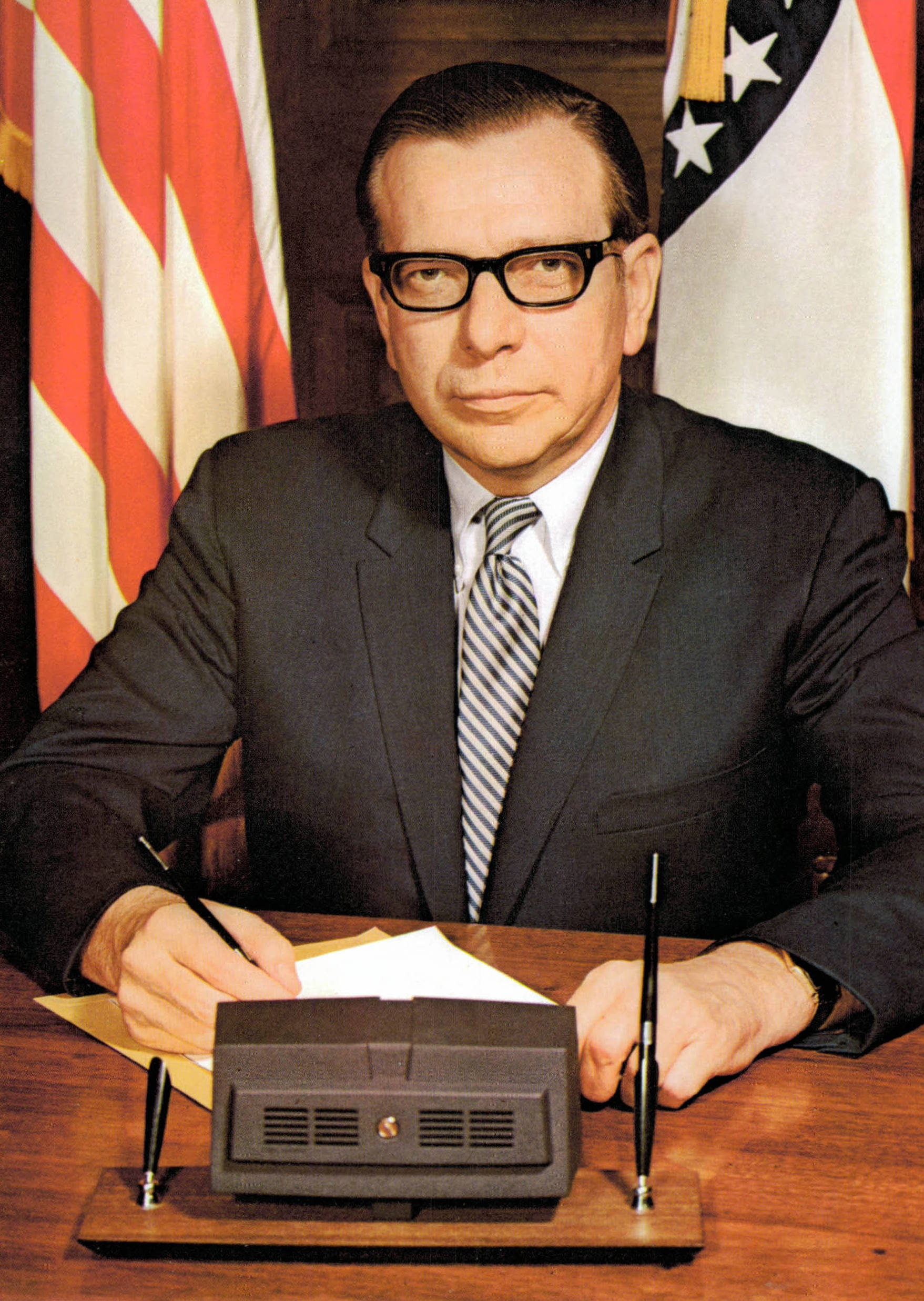
William S. Morris

William S. Morris (* 8. November 1919 in Higginsville, Lafayette County, Missouri; † 5. März 1975 in Missouri) war ein US-amerikanischer Politiker. Zwischen 1969 und 1973 war er Vizegouverneur des Bundesstaates Missouri.

## Werdegang
Während des Zweiten Weltkrieges diente William Morris in einer Artillerieeinheit der US Army, in der er bis zum Major aufstieg. Für seine militärischen Leistungen wurde er mit mehreren Orden ausgezeichnet, darunter der Silver Star. Nach einem anschließenden Jurastudium an der University of Missouri in Kansas City und seiner 1948 erfolgten Zulassung als Rechtsanwalt begann er in diesem Beruf zu arbeiten. Zwischen 1964 und 1972 war er als  Public Administrator im Jackson County tätig. Zwischenzeitlich arbeitete er auch in der freien Wirtschaft und im Bankgewerbe. Morris war auch sportlich interessiert und wurde Präsident des Eishockeyteams Kansas City Blues sowie Mitglied der Kansas City Sports Commission. Außerdem gehörte er der Veteranenorganisation Veterans of Foreign Wars und den Freimaurern an. Politisch war er Mitglied der Demokratischen Partei.
1968 wurde Morris an der Seite von Warren E. Hearnes zum Vizegouverneur von Missouri gewählt. Dieses Amt bekleidete er zwischen dem 13. Januar 1969 und dem 8. Januar 1973. Dabei war er Stellvertreter des Gouverneurs und Vorsitzender des Staatssenats. Er starb am 5. März 1975 und wurde in seinem Geburtsort Higginsville beigesetzt.